# Акцессия (право)
Акце́ссия (лат. accessio, англ. accession) — термин римского, немецкого и французского права; буквально означает «присоединение», «прибавление»; отношение сочетания и подчинённости одной вещи (в юридическом смысле имущественного объекта) другой.

## В Древнем Риме
Римляне называли акцессией только присоединённую вещь; позже под этим словом стали понимать и акт присоединения одной вещи к другой.
Акцессия в первом значении будет плод (fructus) (тоже и клад) и принадлежность (pertinentia). Акцессия во втором значении является через соединение вещей движимых с движимыми (confusio — слияние однородных жидких веществ, commixtio — смешение однородных сыпучих веществ, adjunctio — соединение разнородных веществ), через соединение движимых вещей с недвижимыми (растения и посевы, постройки, нанос почвы) и через приращение расположенных на берегу общественных рек земельных участков вследствие образования островов, отступления воды или наноса (alluvium).
Такое соединение не порождает, однако, ни отношений плода, ни отношений принадлежности, но присоединённая вещь становится нераздельной составной частью той вещи, к которой она присоединилась. При общих понятиях акцессии отношение главной вещи к придаточной имеет то значение, что придаточная вещь разделяет юридическую судьбу главной (accessorium sequitur suum principale). Сообразно с этим собственник главной вещи становится тем самым преимущественным собственником придаточной, и теряющему придаточную вещь остаётся по большей части лишь учинить иск о вознаграждении убытков против бесправного виновника соединения или против обогащённого приращением владельца главной вещи. Главными вещами (res principales) являются те, которым по каким-либо соображениям приписывается самостоятельное существование, следовательно, всё, что предполагает условием своего существования наличность других вещей или является в подчинённой с ними связи, представляется вещью придаточной (res accessoriae, accessiones).

## Немецкое и французское право
Под этим названием разумеется естественное распространение собственности:
1/ недвижимой — в том случае, когда, например, высохнет река, служившая границей, или когда на такой реке образуется остров;
2/ движимой — например, приплод животных.
Понятие акцессии применяют тоже к отвлеченным понятиям и называют, например, акцессорным закладное право, ибо оно приобретается лишь ввиду требования и ради обеспечения последнего.
Российский свод законов не употреблял подобного термина и не ввёл русского для выражения понятия об акцессии.